# 38-as busz (Székesfehérvár)
A székesfehérvári 38-as jelzésű autóbusz a Vasútállomás és a Videoton Ipari Park végállomások között közlekedik. Egyes menetek az Európa Ipari Park érintésével járnak. A viszonylatot a Volánbusz üzemelteti.

## Útvonala
A zárójelben lévő szakaszon csak az Európa Ipari Park érintésével közlekedő menetek haladnak végig.
| Videoton Ipari Park felé | Vasútállomás felé |
| --- | --- |
| Vasútállomás vá. – Béke tér – Horvát István utca – Széchenyi utca – Piac tér – Palotai út – Schwäbisch Gmünd utca – Mátyás király körút – Szekfű Gyula utca – Berényi út – Szent Flórián körút – Aszalvölgyi út (– Európa Ipari Park mh. – Aszalvölgyi út) – Videoton Ipari Park vá. | Videoton Ipari Park vá. – Aszalvölgyi út (– Európa Ipari Park mh. – Aszalvölgyi út) – Szent Flórián körút – Berényi út – Szekfű Gyula utca – Mátyás király körút – Schwäbisch Gmünd utca – Palotai út – Piac tér – Széchenyi utca – Horvát István utca – Béke tér – Vasútállomás vá. |

## Megállóhelyei
| 38 (Vasútállomás – Videoton Ipari Park)                     | 38 (Vasútállomás – Videoton Ipari Park) | 38 (Vasútállomás – Videoton Ipari Park) | 38 (Vasútállomás – Videoton Ipari Park) | 38 (Vasútállomás – Videoton Ipari Park) | 38 (Vasútállomás – Videoton Ipari Park) | 38 (Vasútállomás – Videoton Ipari Park)                                                  | 38 (Vasútállomás – Videoton Ipari Park) |
| Perc (↓)                                                    | Perc (↓)                                | Megállóhely                             | Perc (↑)                                | Perc (↑)                                | Átszállási kapcsolatok | Létesítmények                                                                            |                                         |
| ----------------------------------------------------------- | --------------------------------------- | --------------------------------------- | --------------------------------------- | --------------------------------------- | --- | ---------------------------------------------------------------------------------------- | --------------------------------------- |
| 0                                                           | 0                                       | Vasútállomás végállomás                 | 23                                      | 26                                      | 13, 13A, 13G, 13Y, 20, 30, 31, 31E, 32, 33, 34, 35, 36, 37, 40, 41, 43, 44 7315, 7398, 8010, 8011, 8013, 8082, 8086, 8092, 8093, 8624 S30 G30 Z30 S34 S35 G43 S150 S440 S450 IC, sebesvonat, gyorsvonat, expresszvonat | Vasútállomás, Vasvári Pál Gimnázium, Kodály Zoltán Általános Iskola és Gimnázium         |                                         |
| 2                                                           | 2                                       | Prohászka Ottokár templom               | 21                                      | 24                                      | 13, 13A, 20, 33, 34, 35, 36, 37, 40, 41, 43, 44 | Prohászka Ottokár-emléktemplom, Vörösmarty Mihály Művelődési Ház                         |                                         |
| 5                                                           | 5                                       | Református Általános Iskola             | 18                                      | 21                                      | 11, 11A, 11G, 12, 12A, 12Y, 13, 13A, 13G, 13Y, 15, 15Y, 22, 23, 23E, 24, 25, 26, 26A, 36, 37, 40, 41, 43, 44 | Református templom, Talentum Református Általános Iskola, József Attila Kollégium        |                                         |
| 7                                                           | 7                                       | Autóbusz-állomás                        | 16                                      | 19                                      | 10, 11, 11A, 12, 12A, 12Y, 13, 13A, 13G, 13Y, 14, 14G, 15, 15Y, 26, 26A, 26G, 27, 36, 37, 40, 41, 42, 43, 44 707, 718, 747, 748, 749, 750, 751, 757, 758, 759, 8000, 8001, 8002, 8010, 8011, 8013, 8030, 8032, 8033, 8035, 8037, 8039, 8040, 8046, 8047, 8048, 8049, 8050, 8055, 8060, 8062, 8065, 8066, 8067, 8068, 8069, 8070, 8078, 8080, 8086, 8090, 8092, 8093, 8095, 8096, 8097, 8098, 8099 1172, 1173, 1174, 1204, 1205, 1215, 1229, 1507, 1510, 1512, 1529, 1563, 1706, 1707, 1734, 1758, 1803, 1808, 1809, 1822, 1823, 1824, 1826, 1840, 1841, 1842, 1843, 1844, 1845, 1853 | Autóbusz-állomás, Alba Plaza, Belváros                                                   |                                         |
| 9                                                           | 9                                       | György Oszkár tér                       | 14                                      | 17                                      | 10, 11, 12, 13, 14, 17, 26, 26A, 26G, 27, 36, 37 | Vasvári Pál Általános Iskola                                                             |                                         |
| 11                                                          | 11                                      | Ybl Miklós lakótelep                    | 12                                      | 15                                      | 16, 17, 26, 26A, 26G, 27, 30 | Novotel, Domus                                                                           |                                         |
| 13                                                          | 13                                      | II. Rákóczi Ferenc Általános Iskola     | 10                                      | 13                                      | 26, 26A, 26G, 27 718, 8010, 8011, 8013 | II. Rákóczi Ferenc Általános Iskola, Székesfehérvári Városi Bíróság, Evangélikus templom |                                         |
| 15                                                          | 15                                      | Királykút lakónegyed                    | 8                                       | 11                                      | 26, 26A, 26G, 27, 32 |                                                                                          |                                         |
| 16                                                          | 16                                      | Olaj utca                               | 7                                       | 10                                      | 26, 26A, 27, 32 |                                                                                          |                                         |
| 17                                                          | 17                                      | Vértanú utca                            | 6                                       | 9                                       | 26, 26A, 26G, 27, 32 718, 8010 | Csutora temető                                                                           |                                         |
| 18                                                          | 18                                      | Álmos vezér utca                        | 5                                       | 8                                       | 26, 26A, 26G, 27, 32 |                                                                                          |                                         |
| Egyes menetek az Európa Ipari Park érintésével közlekednek. |                                         |                                         |                                         |                                         | |                                                                                          |                                         |
| ∫                                                           | 21                                      | Csucskai utca                           | ∫                                       | 5                                       | 27, M26 | PCE Paragon Solutions Kft.                                                               |                                         |
| ∫                                                           | 22                                      | Európa Ipari Park                       | ∫                                       | 4                                       | 27, M26 | Visteon Hungary Kft.                                                                     |                                         |
| ∫                                                           | 23                                      | Csucskai utca                           | ∫                                       | 3                                       | 27, M26 | PCE Paragon Solutions Kft.                                                               |                                         |
| 21                                                          | 24                                      | Aszalvölgyi út                          | 2                                       | 2                                       | 23 |                                                                                          |                                         |
| 22                                                          | 25                                      | Tesco                                   | 1                                       | 1                                       | 23 | Tesco                                                                                    |                                         |
| 23                                                          | 26                                      | Videoton Ipari Park végállomás          | 0                                       | 0                                       | 23 |                                                                                          |                                         |